# Pasa la tuna
Pasa la tuna es una película española musical estrenada en 1960, dirigida por José María Elorrieta y protagonizada por el cantante José Luis y por Mara Cruz, Celia Conde y Manolo Gómez Bur.

## Sinopsis
José Luis es un estudiante becario de medicina de la Ciudad Universitaria de Madrid que tiene que aprobar el curso para poder doctorarse el próximo mes de junio. Pero para ello necesita dinero y su padre, ordenanza en el museo de Ciencias y a punto de jubilarse, no cuenta con los recursos económicos suficientes para ayudar a su hijo. En su tiempo libre José Luis toca la guitarra en la tuna y, en una noche de ronda, un empresario le oye y decide contratarle, cambiando su vida para siempre.

## Reparto
- Mara Cruz como	María
- José Luis como José Luis
- Celia Conde como Caridad
- Ángel de Andrés como Tomás González
- Manolo Gómez Bur como Tristán Villasante
- María Esperanza Navarro como Lupe
- Antonio Almorós como Juan
- Ignacio de Paúl como Osvaldo Villalobos
- José María Tasso como Pacífico
- Beni Deus como Fan del Colegio Mayor Cisneros
- Rafael Corés
- Alfonso Rojas
- José Villasante como Examinador
- José Riesgo
- Pilar Laguna
- Victoria Rodríguez
- Juan Cazalilla como Conserje del Colegio Mayor